# Charles-Louis d'Anhalt-Bernbourg-Schaumbourg-Hoym
Pour les autres membres de la famille, voir Maison d'Anhalt.
Charles-Louis, prince d'Anhalt-Bernbourg-Schaumbourg-Hoym (16 mai 1723 - 20 août 1806, Château de Schaumbourg (de)), est un prince allemand.

## Biographie
Fils du prince Victor Ier d'Anhalt-Bernbourg-Schaumbourg-Hoym, il lui succède en 1772 comme prince souverain de la principauté d'Anhalt-Bernbourg-Schaumbourg-Hoym.

## Unions et postérité
Alors que Charles Louis est encore jeune officier d'un régiment au service des Pays-Bas, il tombe amoureux de Benjamine Gertrude Keiser [également nommée Kaiserinn ou Keyser] (née Stevensweert, 1er janvier 1729 - † Belleville, près de Paris, 6 janvier 1787), fille d'un capitaine hollandais. Sans le consentement de son père, Charles-Louis l'épouse à Stevensweert le 25 mars 1748. Ils ont une fille:
- Victoria d'Anhalt-Bernbourg-Schaumbourg (née à Stevensweert, 9 janvier 1749 - † Eger, 26 juin 1841) qui épouse le 21 novembre 1776 Thomas de Mahy de Favras un officier de la garde du Comte de Provence plus tard Louis XVIII de France,

Le mariage est déclaré nul par la cour de La Haye le 26 juillet 1757, et la tentative de Charles-Louis et Benjamine de faire reconnaitre leur fille comme une princesse d'Anhalt est rejetée par le Conseil aulique le 11 mai 1778.
Charles Louis devient ensuite le gendre du prince Frédéric-Guillaume de Solms-Braunfels en épousant Amélie-Éléonore, la seconde fille du prince, ils sont les parents de:
- Victor II d'Anhalt-Bernbourg-Schaumbourg-Hoym.
- Guillaume d'Anhalt-Bernbourg-Schaumbourg-Hoym (de) (né Schaumbourg, 19 avril 1771 - † au combat à Stockach, 25 mars 1799).
- Alexis-Clément (né Schaumbourg, 19 août 1772 - † Schaumbourg, 12 juillet 1776).
- Sophie-Charlotte (née Schaumbourg, 29 septembre 1773 - † Schaumbourg, 25 février 1774).
- Caroline Ulrique (née Schaumbourg, 22 septembre 1775 - † Schaumbourg, 4 mars 1782).